# G (Zeitschrift)
G – Material zur elementaren Gestaltung war eine deutsche Zeitschrift der architektonischen und künstlerischen Avantgarde, die in den Jahren 1923, 1924 und 1926 unregelmäßig in Berlin herausgegeben wurde. Der Titel G wurde vom Wort „Gestaltung“ abgeleitet. Insgesamt sind nur sechs Ausgaben erschienen. Der Untertitel änderte sich mit der dritten Ausgabe in Zeitschrift für elementare Gestaltung.
Herausgeber der Zeitschrift war Hans Richter. In G erschienen unter anderem die Texte und Darstellungen der Arbeiten von Ludwig Mies van der Rohe, Ludwig Hilberseimer, El Lissitzky, Theo van Doesburg, Hans Arp, Piet Mondrian, George Grosz, Tristan Tzara, Man Ray sowie Kurt Schwitters. Trotz der geringen Auflage und kurzen Erscheinungszeit hat die Zeitschrift eine bedeutende Rolle in der Entwicklung der modernen Architektur gespielt. Sie publizierte Projekte, Bildreproduktionen sowie radikale kritische Beiträge, in denen zur Revolution in Kunst und Architektur ausgerufen wurde. Ihre besondere Bedeutung lag bei der Vorstellung der gläsernen Wolkenkratzer des Mies van der Rohe sowie bei seinem Text über die industriellen Bauweise.
Die ersten zwei Ausgaben wurden auf Zeitungspapier im Großformat gedruckt. Die folgenden Ausgaben erschienen als kleinformatige Hefte. Charakteristisch für G war ihre in damaliger Zeit sehr auffällige Graphik; es wurden ausschließlich Serifenlose Schriftarten verwendet.